# Hyposcada mendax
Hyposcada mendax är en fjärilsart som beskrevs av Fox 1941. Hyposcada mendax ingår i släktet Hyposcada och familjen praktfjärilar. Inga underarter finns listade i Catalogue of Life.